# San Cesario di Lecce
San Cesario di Lecce est une commune de la province de Lecce, dans la région administrative des Pouilles, en Italie.   
Située légèrement au sud de Lecce, elle fait surtout partie d'une vrai province ancestrale encore bien vivante et active, le Salento.   

## Administration
| Période                                  | Période    | Identité                    | Étiquette       | Qualité |
| ---------------------------------------- | ---------- | --------------------------- | --------------- | ------- |
| 29 mai 2007                              | 7 mai 2012 | Antonio Cosimo Girau        | (liste civique) |         |
| 7 mai 2012                               | En cours   | Andrea Paolo Filippo Romano | (liste civique) |         |
| Les données manquantes sont à compléter. |            |                             |                 |         |

### Communes limitrophes
Cavallino, Lecce, Lequile, San Donato di Lecce.

### Évolution démographique
Habitants recensés

## Personnalités liées
- Aldo Calò (1910-1983), sculpteur italien.